# The Lancet
The Lancet je nedeljni recenzirani, opšti naučni časopis iz polja medicine. Jedan je od najstarijih i najpoznatih medicinskih časopisa u svetu. On se smatra jednim od najprestižnijih svetskih medicinskih časopisa.
The Lanceta je osnovao Tomas Vakli 1823, engleski hirurg koji ga je nazvao po hirurškom instrumentu skalpelu, kao i po nazivu za luk u gotičkoj arhitekturi, prozoru koji ima vrlo oštar luk kako bi ukazao na "svetlo znanja".
The Lancet objavljuje članke izvornog istraživanja, članke recenzija ("seminari" i "recenzije"), uvodnik, recenzije knjiga, korespondencije kao i vesti i izvještaje o slučajevima. The Lancet je u posedništvu Elseviera od 1991. Od 1995, glavni urednik je Ričard Horton. Ima urede u Londonu, Njujorku i Pekingu. 

## Spoljašnje veze
- Званични веб-сајт
- The Lancet Student